# 意大利桥
意大利桥（羅馬化：Italyansky most）是俄罗斯圣彼得堡的一座单跨人行铁桥，跨格里博耶多夫运河，连接大、小意大利街（Итальянская улица）因而得名。该桥长19.66米，宽3米。

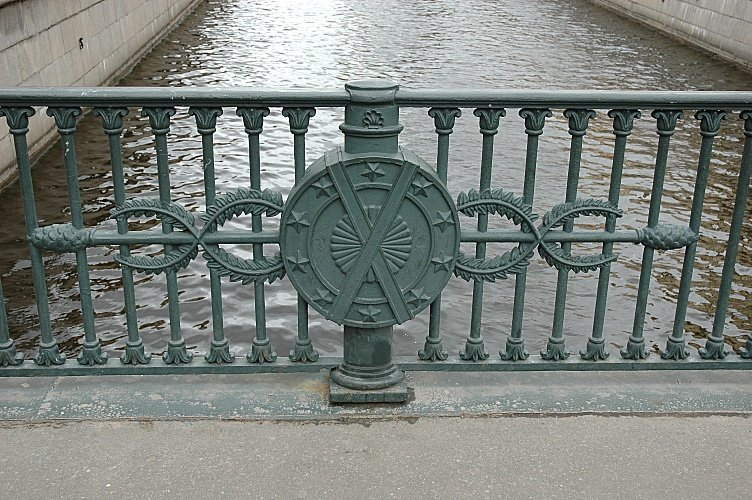
意大利桥栏杆

此桥建于1896年，以取代过去的渡口。后来重建。
59°56′14″N 30°19′37″E / 59.9373°N 30.327°E
1. ↑  https://ru-monuments.toolforge.org/wikivoyage.php?id=7802241000.